# Felip II de Castella
|  | «Felip II» redirigeix aquí. Vegeu-ne altres significats a «Felip II (desambiguació)». |

Felip II de Castella, dit el Prudent (Valladolid, 21 de maig de 1527 – L'Escorial, 13 de setembre de 1598), va ser monarca d'Espanya des de 1556 fins a 1598. Va ser també el primer monarca de la casa d'Àustria a esdevenir rei de Portugal, a partir de 1580. El seu regnat es va veure marcat per l'esclat de la revolta als Països Baixos espanyols, que va iniciar la Guerra dels Vuitanta Anys, així com les relacions exteriors amb França i Anglaterra, que acabaren amb la Pau de Cateau-Cambrésis i la desfeta de l'Armada Invencible, respectivament. En termes interns de la Corona, les grans despeses van arribar a provocar la bancarrota de la monarquia fins a tres vegades.
Va ostentar els títols de Rei de Castella, Lleó, Aragó, Navarra, València, Portugal, Sicília, Nàpols, Sardenya, Còrdova, Còrsega, Galícia, Mallorca, Jerusalem, Granada, Toledo, Sevilla, Múrcia, Jaén, l'Algarve, Algesires, Gibraltar, les illes Canàries, les Índies Occidentals, Perú i les Illes i terra ferma del mar; príncep d'Astúries, Girona i Viana; Arxiduc d'Àustria; duc de Borgonya, Brabant, Luxemburg, Milà, Montblanc i Duc d'Atenes i Neopàtria; Comte de Barcelona, Rosselló, Cerdanya, Flandes i Cervera; senyor de Biscaia, Molina i Balaguer.

## Família
Fill primer de l'emperador Carles I de Castella i la seva esposa, la infanta Isabel de Portugal. Era net, per tant, de Joana la Boja i Felip el Bell, així com del rei Manuel I de Portugal.
Felip II va contraure matrimoni en quatre ocasions. Les primeres núpcies van ser amb Maria de Portugal, celebrades a Salamanca el 12 de novembre de 1543. Maria va morir de part el 12 de juliol de 1545 i Felip es va casar de nou amb la reina Maria I d'Anglaterra el 25 de juliol de 1554 a Winchester, però aquesta morí el 1558 sense arribar a tenir descendència. El tercer matrimoni va ser amb Isabel de Valois el 31 de gener de 1559 a Guadalajara. Malgrat tenir descendència, Isabel va morir el 1568, el mateix any que Carles, el príncep d'Astúries, fet que va obligar Felip II a casar-se per quarta vegada. En aquesta ocasió va casar-se amb Anna d'Àustria i d'Habsburg, que havia estat promesa amb el seu fill. El matrimoni es va celebrar el 14 de novembre de 1570 a Segòvia. Anna li va proporcionar a Felip la descendència masculina que cercava, el futur Felip III, si bé això va succeir després de diverses morts prematures dels primers fills d'aquest darrer matrimoni.
Tingué, que se sàpiga, set fills:
- Carles (Valladolid, 1545 - Madrid, 1568)

Amb Isabel de Valois:
- Isabel Clara Eugènia (Segòvia, 1566 - Brussel·les, 1633)
- Caterina Micaela (Madrid, 1567 - Torí, 1597)

Amb Anna d'Àustria i d'Habsburg:
- Ferran (Madrid, 1571 - 1578)
- Carles Llorenç (Galapagar, 1573 - Madrid, 1575)
- Dídac (Madrid, 1575 - 1582)
- Felip (L'Escorial, 1578 - Madrid, 1621)
- Maria (Madrid, 1580 - 1583)

## Joventut
En néixer, fou nomenat príncep d'Astúries i, per tant, hereu de la Corona de Castella. Els títols adjacents a aquest (com ara els títols de príncep de Girona o príncep de Viana) també li permeteren ser hereu de la Corona d'Aragó, així com del Regne de Navarra. Rebé una severa educació religiosa i centrada en el món castellà, fet que perjudicà les seves relacions amb els territoris que dominà: així les seves carències en els idiomes francès i flamenc el perjudicaren en les relacions amb els representants de la societat civil dels Països Baixos espanyols. Carles I li donà ben aviat tasques de govern i, als setze anys, Felip ja era regent dels regnes hispànics durant els viatges del seu pare als Països Baixos i Alemanya.
Durant la seva joventut va viure dotze anys fora dels territoris hispans, i posteriorment va fixar la seva residència a la nova capital de regne, Madrid.

### Herència de Carles V
El 1539, quan tenia dotze anys, Felip va ser nomenat pel seu pare regent del regne de Castella a la mort de la seva mare, l'emperadriu Isabel de Portugal i d'Aragó per l'absència de Carles de la península Ibèrica, amb instruccions molt estrictes i funcions molt limitades. Quan s'introduí veritablement en la complexitat dels assumptes d'Estat, va ser en la seva segona regència de 1543 a 1548.
El 1554 Carles va cedir la corona del Regne de Nàpols al seu fill Felip, i cansat de les nombroses guerres, durant les abdicacions de Brussel·les, el 1554 Carles va cedir la corona del Regne de Nàpols al seu fill Felip, i el 1555 ja gran i cansat, va decidir renunciar a més territoris en favor del seu fill, abdicant a Brussel·les com a Sobirà Gran Mestre de l'Orde del Toisó d'Or el 22 d'octubre, i el 25 d'octubre en una grandiosa i ostentosa cerimònia davant desenes de convidats va abdicar com a sobirà dels Països Baixos dels Habsburg. El 16 de gener de 1556 l'emperador, a les seves habitacions privades a Brussel·les i sense cap cerimònia, va cedir a Felip la Corona dels Castella, Aragó, Navarra, Sardenya, Sicília i les Índies, i la renúncia al Comtat de Borgonya va tenir lloc el 10 de juny de 1556. La corona imperial el 17 de gener de 1556 fou cedida al seu germà Ferran I per les pressions d'aquest. Durant la seva joventut Felip viatjà a Alemanya per conèixer el territori i en la seva visita no despertà grans simpaties entre les classes governants del país. Després de les abdicacions va retornar a Castella i el dia 3 de febrer de 1557 es va recloure al monestir de Yuste, Càceres, on va morir el 21 de setembre de 1558.
A la mort de Carles Flandes i el Franc Comtat passaren a Felip II per tal de separar els territoris imperials del seu oncle Ferran I del Regne de França. Els Països Baixos espanyols foren governats per la seva germanastra Margarida de Parma, i el Ducat de Milà. A diferència de Nàpols i el Milanesat, els Països Baixos mai es van identificar del tot com a espanyols, ja que la seva incorporació tan sols era de l'any 1518, quan Carles I va heretar dels seus avis els Països Baixos, en canvi Nàpols feia dos segles que era governada per la Corona d'Aragó o per membres de l'arrel aragonesa. Al seu testament va reconèixer el seu fill, Joan d'Àustria com a fill seu nascut de la relació extramatrimonial amb Bàrbara Blomberg el 1545.

### Rei de Portugal
El 31 de gener de 1580 moria sense hereu legítim el rei-cardenal Enric I de Portugal, que havia succeït al seu renebot Sebastià, qui havia desaparegut dos anys abans a la batalla d'Alcazarquivir, durant una campanya ofensiva al Marroc. Felip II, fill d'Isabel de Portugal i, per tant, net de Manuel I, va fer valdre els seus drets dinàstics al tron portuguès i va enviar l'exèrcit amb el duc d'Alba al capdavant per assegurar-se la successió davant de l'altre pretendent Antoni, prior de Crato, qui va intentar negociar veient la debilitat de les seves forces, però finalment lliurà batalla amb les tropes del monarca espanyol, sent totalment derrotat en la batalla d'Alcántara.
L'11 de setembre de 1580, el duc d'Alba feia jurar a Felip II com a rei a Lisboa; Antoni continuaria la seva campanya retirant-se al nord, vers Porto. S'atribueix a Felip la famosa frase en referència a la corona portuguesa «Yo la heredé, yo la compré y yo la conquisté», si bé gran part de l'elit del país va veure amb bons ulls entrar a formar part del conjunt de la monarquia hispànica i, en conjunt, va oferir bones expectatives i oportunitats als diferents grups socials. No obstant això, Felip, adoptant ràpidament el títol de Felip I, va prometre mantenir l'autonomia jurídica i constitucional del regne. Les colònies comercials africanes i asiàtiques, que van reconèixer a Felip com legítim rei, a excepció de les Açores i altres territoris que es van mantenir fidels al prior de Crato, que poc després serien finalment sotmeses per Felip. L'11 de novembre 1582, coincidint amb el jurament de Felip d'Habsburg com a príncep hereu, després de la mort del príncep Dídac, Felip II va retornar a Madrid des de Lisboa. La unificació dinàstica de la península Ibèrica com a patrimoni dels Habsburg va posar en mans de la monarquia i el regnat de Felip II va donar a l'afirmació «el Sol no es ponia mai als dominis d'Espanya».

## Política interior
El seu pare Carles I havia governat com un emperador, i com a tal, els regnes hispànics i principalment Castella havien estat una font de recursos (militars i econòmics) per unes guerres llunyanes sense interès per les Corones de Castella i Aragó, excepte els problemes a Itàlia per aquesta última.

### Reformes administratives
Felip II com el seu pare, va ser un rei absolutista i va continuar amb les institucions heretades d'ell. Castella va esdevenir el centre de l'Imperi de Felip, amb una administració localitzada a Madrid. No va viatjar als territoris de fora la península i els va administrar a través d'oficials i virreis. Va convertir el país en un primer regne modern, amb una administració, i per primer cop burocràcia, fins aleshores desconeguda, amb un procés de confessionalització de la monarquia que va començar en 1560, durant el Concili de Trento i de l'afirmació de l'Església Catòlica, Apostòlica i Romana enfront del Protestantisme que va suposar la Contrareforma. Els administratius imposats per Felip van ser obligats a tenir estudis universitaris, principalment de les Universitats de Salamanca i Alcalà d'Henares. Així mateix va reduir els càrrecs administratius de la noblesa.
El govern, mitjançant els Consejos instaurats pel seu pare, continuaven essent la columna vertebral de l'estat. El rei presidia el més important de tots, el Consell d'Estat (Consejo de Estado). Així mateix, va crear sis consells regionals, un per a cada territori: Castella, Aragó, Portugal, Índies Occidentals, Itàlia i Països Baixos, cadascun dels quals tenien poders legislatius, judicials i executius.
Va tenir un bon nombre de consellers al seu costat, entre ells el català Lluís de Requesens, el castellà Fernando Álvarez de Toledo y Pimentel (Duc d'Alba), el basc Joan Idiáquez, el borgonyó cardenal Granvela i els portuguesos Rui Gómez da Silva i Cristòfol da Moura

### Finances

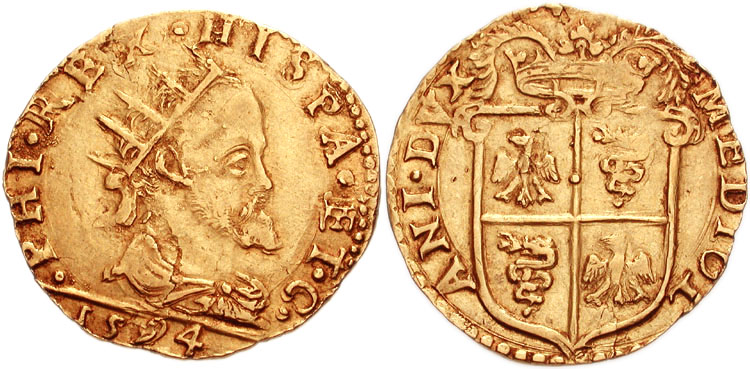
Monedes sota el regnat de Felip II

Es parla de tres fallides econòmiques durant el regnat de Felip II, el 1557, 1575 i 1596. Però realment van ser suspensions de pagaments, tècnicament molt ben elaborades, segons l'economia moderna però totalment desconegudes en aquells moments.
Felip II va heretar un deute del seu pare d'uns vint milions de ducats, i va deixar al seu successor una quantitat cinc vegades superior a aquesta xifra. La riquesa de l'Imperi requeia principalment sobre Castella i depenia dels avanços a gran interès de banquers genovesos i holandesos. Els importants ingressos procedents d'Amèrica significaven entre el 10 i el 20% anual de la riquesa de la Corona. Els majors consumidors dels ingressos però, van ser els Països Baixos i la política mediterrània de Felip, que junts s'enduien al voltant d'uns sis milions de ducats a l'any.
L'estat de les finances depenia de la situació econòmica de Castella. Així, entrant aquesta en recessió el 1575 els problemes es van agreujar, i va haver de demanar més diners als creditors estrangers, els quals van posar un preu molt alt per a Castella, cosa que encara agreujava més la situació.
En temps de Felip II es mantenien els següents impostos: l'alcabala, impost de duanes; la cruzada, impost eclesiàstic; el subsidio, impost de rendes i terres; i els tercios reales, impost a ordes militars. A més ell va instaurar l'excusado, impost sobre parròquies. Amb els impostos imposats a l'església va aconseguir recaptar el 20% de la riquesa de la Corona.
La pressió fiscal a la Corona d'Aragó, sense ser forta com la de la Castella, no era gaire millor. Però en aquest cas, la major part dels impostos recaptats no anaven a formar part de la Corona Hispànica, sinó que gràcies a la protecció dels Furs, passaven a formar part de la riquesa de l'oligarquia i la noblesa d'aquests regnes. El comerç a la Mediterrània per a la Corona d'Aragó, però, va continuar molt afeblit pel domini turc de les aigües i per la competència genovesa i veneciana.
Els ingressos procedents d'altres parts de l'Imperi, Països Baixos, Nàpols, Sicília i Milanesat es gastaven en les seves pròpies necessitats. L'annexió de Portugal va ser un gran esforç econòmic per a Castella. Així, sense que Portugal aportara res al conjunt s'hagué de pagar la defensa marítima del seu extens imperi.
La situació de pobresa sotmesa al país al final del seu regnat està directament relacionada amb la càrrega de l'imperi i amb el paper de Felip II de defensor del cristianisme. Durant el seu regnat no hi va haver treves militars: hagué de compaginar durant la major part del seu regnat la lluita contra els turcs a la Mediterrània i contra els rebels als Països Baixos. Al final del seu regnat comptava amb tres fronts militars simultanis: Països Baixos, França i Anglaterra.

### La Pragmàtica Sanció de 1567
El 1567 Pedro de Deza, president de la Reial Cancelleria de Granada, proclama la Pragmàtica Sanció de 1567 concebuda per l'Inquisidor general de la inquisició espanyola Diego de Espinosa y Arévalo i Felip II de Castella. L'edicte limita les llibertats religioses, lingüístiques i culturals de la població morisca. Aquest edicte comportarà la rebel·lió dels moriscos a les Alpujarras, que Joan d'Habsburg i Blomberg, germà natural del rei, reduirà militarment.

### Conflicte a Aragó
Al Regne d'Aragó l'ambient polític estava alterat des del 1571 amb les Alteracions de Terol arran del poc respecte reial per les constitucions aragoneses demostrat en el plet del virrei estranger, els problemes al comtat de Ribagorça. el despòtic tractament dels senyors als vassalls, i la repressió de les revoltes a les alteracions d'Ariza, Ayerbe i Monclús, las protestes per l'abús del Privilegi dels Vint a Saragossa, i els violents enfrontaments entre montanyesos i moriscos i pel Plet del virrei estranger.
Antonio Pérez del Hierro fou secretari personal de rei fins al 1579, quan fou arrestat acusat de l'assassinat de Juan de Escobedo, home de confiança de Joan d'Habsburg i Blomberg, relacionat amb una qüestió d'amors secrets, segons uns, o de contactes amb els rebels holandesos, segons uns altres. L'abril de 1590 va escapar-se de la presó de Madrid amb l'ajuda de la seva esposa i va fugir a Saragossa, on va demanar la protecció dels furs aragonesos, acollint-se al privilegi de manifestació i demanant la protecció del justícia d'Aragó, Joan V de Lanuza. A més a més va rebre el suport de Francesc I de Ribagorça, el duc de Villahermosa, al qual li havien expropiat els dominis que tenia a la Ribagorça, i el de Luis Ximénez de Urréa y Enríquez, comte d'Aranda i el de Diego de Heredia, membre de la baixa noblesa. La fugida de Pérez a Saragossa, determinà la irrupció de tropes castellanes, davant la negativa del Justícia a lliurar-lo. El conflicte s'afegia a les anomenades alteracions d'Aragó, i Felip II exercí una repressió severa: feu executar el Justícia i modificà les constitucions aragoneses.

### Conflictes als Països Baixos

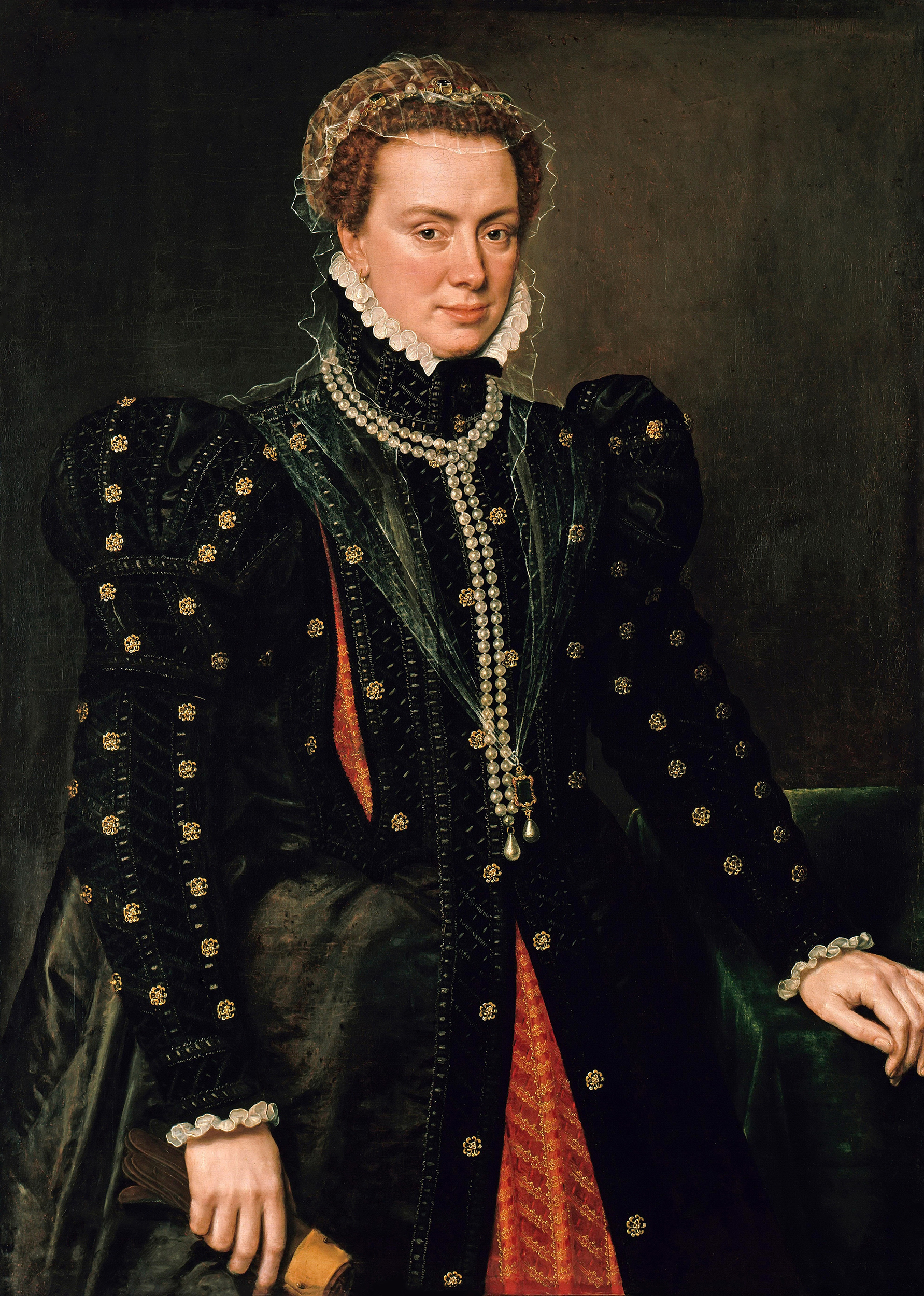
Margarida de Parma, governadora dels Països Baixos espanyols.

Els Països Baixos espanyols foren governats per la seva germana Margarida de Parma des de 1559. A principis de 1565, un nombrós grup de nobles menors, inclòs Lluís de Nassau, el germà petit de Guillem I d'Orange-Nassau va formar el Compromís dels Nobles que van sol·licitar la fi de la persecució dels protestants, que fou rebutjada, decretant-se la prohibició de predicar el protestantisme. El descontentament entre els calvinistes va esclatar amb l'iconoclasme. La violència es va iniciar el 10 d'agost de 1566 a Flandes Occidental després de ser incitada pels ministres calvinistes, i l'onada de violència causada per grups itinerants a esglésies i monestirs es va estendre per Flandes, Artois i Brabant fins a Holanda, Zelanda i Utrecht, una destrucció dirigida contra la riquesa de l'Església catòlica i el culte a les imatges, sobretot estàtues de sants, altars i imatges. Guillem d'Orange i els seus partidaris, inclosos els nobles Egmont i Horne, que tenien una política moderada i donaven llibertat de consciència a les disset províncies, van condemnar la violència. El suport dels catòlics moderats a la idea de la llibertat de consciència va quedar en perill per la iconoclasme. Orange i els seus partidaris van prometre a Margarida de Parma que restabliria la pau a canvi de permetre el protestantisme a les zones on s'havia implantat abans de l'iconoclasme, i hi va estar d'acord, emetent un decret que prohibia l'iconoclasme en 25 d'agost. Hendrik van Brederode, anterior portaveu del Compromís dels Nobles, va buscar suport per a un motí armat al nord però no va tenir èxit. De Parma, recolzada pels opositors a Orange al Consell d'Estat, Mansveld, Aerschot, Berlaymont i Megen, va aixecar un exèrcit per combatre els protestants de les províncies valones i a finals de 1566, les ciutats valones de Tournai i Valenciennes van ser assetjades per l'exèrcit governamental. Un exèrcit de rebels va voler ajudar a les ciutats, però va ser derrotat totalment a la batalla d'Oosterweel el 13 de març de 1567, quan Tournai ja havia caigut, i Valenciennes va caure deu dies després de la batalla. La pau s'havia restablert i ja no hi havia cap qüestió de llibertat religiosa. Egmont i Horne van prestar el jurament de fidelitat a de Parma, i Orange, Brederode i altres nobles destacats es van exiliar a Alemanya. Els exiliats formada per nobles baixos, mariners, pescadors, comerciants i artesans que havien fugit del duc d'Alba el 1567 i van emigrar a Anglaterra i a l'oest d'Alemanya, des d'on van segrestar vaixells per abastir-se i causar estralls a Espanya, i feien actes de pirateria atacant també vaixells neutrals i incursions a la costa holandesa.

Primera invasió d'Orange en 1568

Margarida de Parma va renunciar i va ser succeïda pel duc d'Alba, que era vist com el comandant d'un exèrcit d'ocupació i amb les seves mesures com el Tribunal dels Tumults, nous impostos centrals, i noves diòcesis, va intentar guanyar més força però va allunyar els holandesos de Felip II va crear molta resistència. Amb la mort d'Egmont i Horne (i abans de Brederode), Orange es va convertir en el líder indiscutible de la revolta, i va idear un arriscat pla per va envair els Països Baixos amb l'ajut d'altres nobles des de tres bandes el 1568, amb la victòria a la batalla de Heiligerlee, però una derrota aclaparadora a la batalla de Jemmingen. Al sud, l'exèrcit dels protestants francesos ja havia estat derrotat prematurament i al mig els insurgents van perdre la batalla de Dalheim. Malgrat les derrotes, Guillem I d'Orange va decidir envair Brabant amb un exèrcit considerable, però com que el duc d'Alba va evitar una confrontació, l'exèrcit d'Orange va haver de ser dissolt per falta de diners. La incursió havia estat un fracàs. Les finances d'Orange es van esgotar i l'esperada revolta popular no es va materialitzar.
Una flota de pirates dirigida per Willem van der Marck va atracar l'1 d'abril de 1572 prop de Brielle. La guarnició espanyola havia estat retirada de la ciutat perquè el duc d'Alba necessitava homes per assegurar la frontera francesa facilitant la captura de la ciutat, quan Orange encara tenia els exèrcits en disposició. Brielle, aïllada entre rius, es va convertir en el punt de suport dels pirates. Després de Brielle van caure Vlissingen, Veere i Zierikzee i Enkhuizen es va convertir així en el centre neuràlgic de les operacions a Holanda del Nord. Quatre mesos després de Den Briel, la majoria de les ciutats d'Holanda i Zelanda, sovint sota coacció o amenaça, estaven al costat de la revolta, i amb elles, les principals vies fluvials com les Maas, el Rin, l'Escalda i Zuiderzee. Allà on els insurgents van prendre el poder, es va prohibir el catolicisme i el calvinisme es va convertir en l'església pública.
Orange i el seu germà Lluís de Nassau van haver d'actuar abans del previst per la presa sobtada de Brielle, envaint els Països Baixos per tres llocs diferents. Lluís va envair Hainaut al sud i va capturar Mons i els calvinistes van prendre el poder a Valenciennes. Willem van den Bergh va conquerir Zutphen a Gelderland, després de la qual cosa la majoria de ciutats de Gelderland, Overijssel, Utrecht i Frísia també es van unir als rebels. Les incursions van obligar el duc d'Alba a mantenir els seus exèrcits al sud malgrat la difícil situació del nord. Bergen va rebre la prioritat i va ser assetjat primer pel fill d'Alba, Dom Fadrique, i un exèrcit hugonot francès que va anar al seu socors fou derrotat, i després de la mort de la majoria dels líders protestants francesos a la Massacre del dia de Sant Bartomeu, els rebels no podien esperar més suport, i va imprimir a les ments protestants la convicció indeleble que el catolicisme era una religió cruenta i traïdora. Orange va marxar, doncs, cap a Bergen amb un exèrcit amb l'esperança que Alba aixequés el setge. Durant el viatge pel Brabant, ciutats com Malines, Diest, Oudenaarde, Dendermonde, Lovaina i Tienen es van unir a la revolta. Alba no es va moure, però, i el setembre de 1572 Bergen es va rendir i Alba tenia les mans lliures per tractar amb els insurgents.
Felip II es va adonar cada cop més que la línia dura del duc d'Alba era contraproduent als Països Baixos i la lluita contra els turcs va reprendre's de manera que les finances ja ajustades havien de dividir-se en dos fronts. Per això va nomenar Lluís de Requesens i Zúñiga, un diplomàtic i administrador, com a nou governador dels Països Baixos, i li va encarregar la tasca de seguir una política més moderada. A la seva mort, i mentre el nou governador Joan d'Àustria arribava a Brussel·les, els Estats Generals van assumir el govern, la potestat legislativa del país i el dret de crear i reunir un exèrcit davant el buit de poder creat amb la Pacificació de Gant de 1576. Tement els elements radicals de la Revolta, les províncies valones meridionals d'Artesia, Hainaut i Flandes Occidental i nobles catòlics descontents, es van tornar a unir a Espanya el 6 de gener de 1579 a través de la Unió d'Arràs. A la mort de Joan d'Habsburg de pesta en 1578, Alexandre Farnese el va succeir i es va establir una aliança militar al nord el 23 de gener de 1579, la Unió d'Utrecht. Amb la mort d'Enric III de França sense fills i un hereu al tron protestant, Enric de Navarra, una França protestant era una amenaça massa gran per al catolicisme a Europa, per a ell més important que la lluita contra els holandesos rebels i la guerra dels hugonots havia tornat a esclatar. Espanya va fer fallida el 1596 i va haver de signar la Pau de Vervins amb França el 1598, el punt final del període imperial d'Espanya a Europa tot i l'abjuració feta del protestantisme per Enric IV de França amb l'Edicte de Nantes, que havia evitat l'accés d'un rei hugonot al tron francès. Això va millorar molt la situació de la República, i la revolta holandesa va passar de gairebé desesperada el 1588 a gairebé guanyar el 1598.
El 1581, l'assemblea dels Estats Generals dels Països Baixos va decidir retirar el nom del rei d'Espanya de les actes judicials i administrar justícia en nom del príncep d'Orange.

### Repressió del duc d'Alba
Felip II d'Espanya va quedar impactat quan va conèixer l'iconoclasme, i un cop en pau amb l'Imperi Otomà, va veure l'oportunitat de posar ordre als Països Baixos amb línia dura, enviant a Fernando Álvarez de Toledo, el duc d'Alba amb un exèrcit de 10.000 efectius procedents de Llombardia, que va arribar a Brussel·les després de dos mesos el 22 d'agost de 1567. Immediatament va crear el Tribunal dels Tumults, que va processar i castigar 8.950 persones implicades en els aldarulls dels dos anys anteriors. Van Egmont i Horne van ser condemnats a mort per alta traïció per no actuar prou i van ser executats juntament amb 1.100 persones més. Com que eren cavallers de l'Orde del Toisó d'Or, que estava sotmès a jurisdicció separada, aquesta condemna era il·legal als seus ulls i va provocar un conflicte. Guillem I d'Orange-Nassau també va ser condemnat a mort, in absentia perquè es trobava a Alemanya. Les seves possessions van ser confiscades i el seu fill gran Felip Guillem d'Orange-Nassau va ser capturat i enviat per Alba a Espanya. Es calcula que 60.000 persones van abandonar els Països Baixos per por de ser arrestades.
El 1567 Fernando Álvarez de Toledo, duc d'Alba, al capdavant de l'exèrcit, va efectuar una duríssima repressió ajusticiant els nobles rebels. L'any següent s'inicià la Guerra dels vuitanta anys o Guerra de Flandes motivada per la rebel·lió dels nobles contra el rei en demanda de més autonomia i l'exigència dels protestants de més respecte a la seva religió.
El conflicte dels Països Baixos repercutí en la mateixa cort, on un partit encapçalat pel príncep d'Èboli semblava haver-se decantat per una política contemporitzadora. El mateix fill del rei, Carles d'Àustria, sembla que dissentí de la política paterna; Felip II, convençut que el seu fill era incapaç i indigne de succeir-lo, el feu empresonar. El príncep morí poc després, en circumstàncies mai no aclarides pel secret rigorós amb què Felip II feu tractar tot l'afer.
Felip II va buscar solucions amb el nomenament de Lluís de Requesens, Joan d'Habsburg i Blomberg o Alexandre Farnese per donar pau als territoris rebel·lats. Aquest últim aconseguí sotmetre les províncies catòliques del sud en la Unió d'Arràs, tot i que, per la seva banda, les províncies protestants s'uniren en la Unió d'Utrecht.
El 1581, els representants de les Províncies Unides, avui dia Països Baixos, van deposar Felip II i van nomenar rei Guillem I d'Orange-Nassau.
En morir Felip II deixà a la seva filla, la infanta Isabel Clara Eugènia d'Àustria, els Països Baixos com herència.

### L'expansió territorial

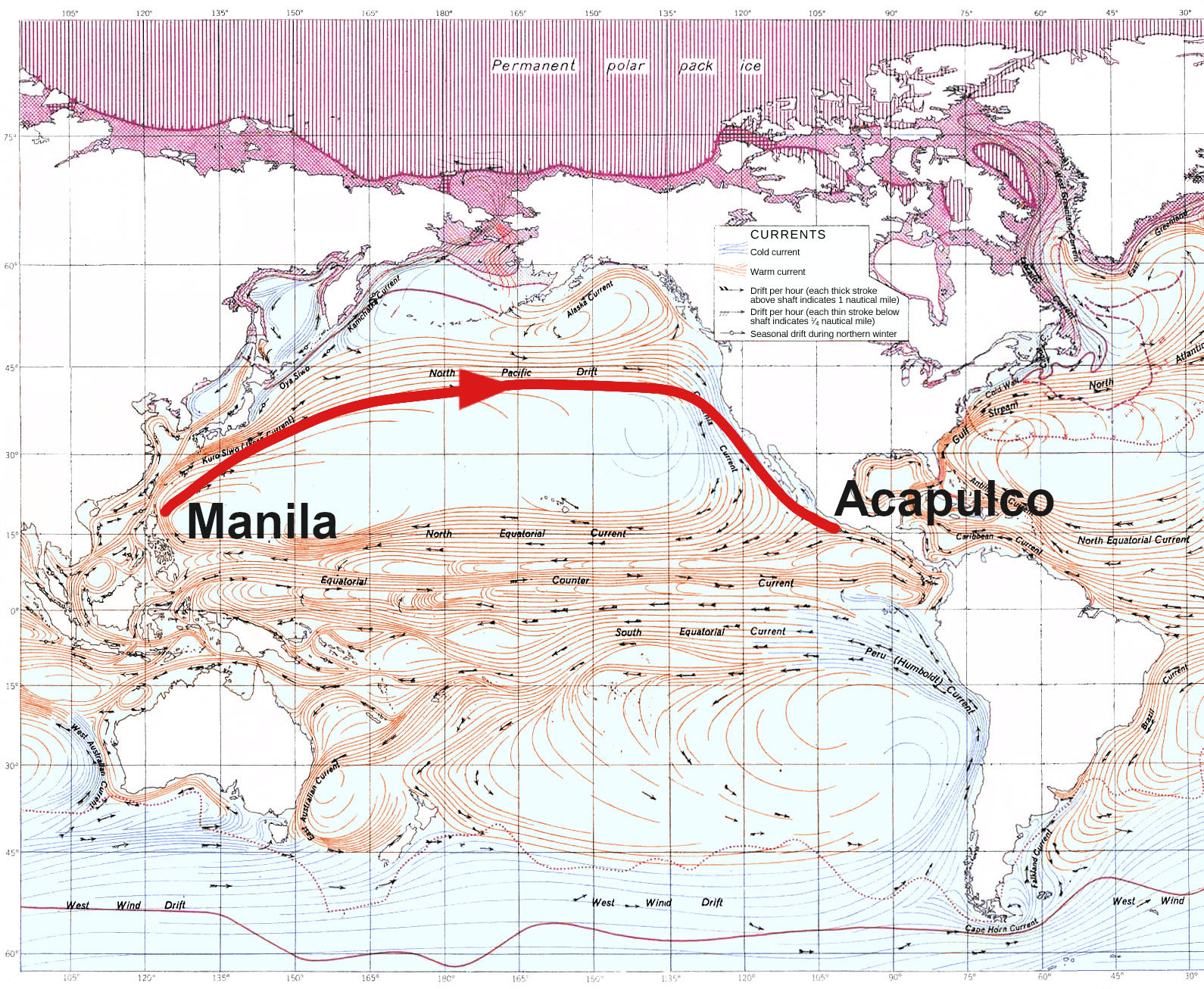
Ruta del tornaviaje de les Filipines a Acapulco, Mèxic

L'expansió ultramarina seguia imparable: Florida fou colonitzada el 1556 per Pedro Menéndez de Avilés, que derrotà al capità francès Jean Ribault i 150 homes que havien establert Fort Caroline a Florida. Menéndez fundà San Agustín, que es convertí ràpidament en una base estratègica de defensa per als vaixells espanyols plens d'or i plata que tornaven des dels dominis de les Índies. L'expansió per terres americanes va continuar i va aconseguir agregar a la corona les illes Filipines, denominades així en el seu honor, gràcies a Miguel López de Legazpi. Manila es va fundar el 1572, i el galió de Manila a Acapulco va començar quan Andrés de Urdaneta, navegant de Lopez de Legazpi va descobrir una ruta de tornada des de la ciutat de Cebu a Mèxic el 1565 raonant que els vents alisis del Pacífic podrien moure's en un bucle com feien els vents de l'Atlàntic. Al Pacífic sud, davant de les costes de l'actual Xile, Juan Fernández va descobrir una sèrie d'illes entre 1563 i 1574, posant-li el seu nom a l'arxipèlag, que es coneix com a arxipèlag Juan Fernández. Els primers europeus a arribar a les illes que avui són Nova Zelanda ho van fer en el probable viatge de Juan Jufré i Juan Fernández a Oceania a finals de 1576; Es van ampliar els dominis a Àfrica amb les places portugueses de Mazagan, Casablanca, Tànger, Ceuta i l'illa Perejil. Es va reconquerir Vélez de la Gomera en una nova expedició sota comandament de García Álvarez de Toledo y Osorio. A més, a causa de l'annexió de Portugal, també es van afegir les seves colònies d'Àsia: Macau, Nagasaki i Malaca.

## Política exterior

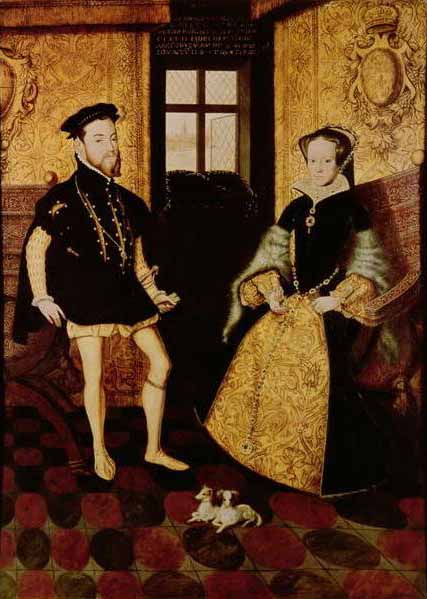
Felip II d'Espanya i Maria I Tudor.

### Relacions amb Anglaterra
A la mort de Maria Manuela de Portugal el seu pare Carles I concretà de nou el seu casament, aquest cop amb la reina Maria I d'Anglaterra. La unió, però, fou molt desigual; Maria tenia dotze anys més que Felip, no agradà mai físicament al rei castellà i tenia la salut molt precària. Les clàusules matrimonials eren molt rígides per garantir la total independència del Regne d'Anglaterra. Felip havia de respectar les lleis, drets i privilegis del poble anglès. Espanya no podia demanar a Anglaterra ajut bèl·lic o econòmic,. i es demanava expressament que s'intentés mantenir la pau amb França. Si el matrimoni tenia un fill, es convertiria en hereu d'Anglaterra, però també, pel testament de l'emperador Carles, dels Països Baixos i Borgonya. Si Felip moria, Maria rebria una pensió de 60 000 lliures a l'any, però si Maria fos la primera a morir, Felip hauria d'abandonar Anglaterra renunciant a tots els seus drets sobre el tron, i si Maria morís sent l'hereu menor d'edat, l'educació aniria a càrrec dels anglesos. El 25 de juliol de 1554 el matrimoni tingué lloc a la catedral de Winchester El setembre de 1554, Maria va deixar de menstruar, va guanyar pes i sentia nàusees als matins i la seva cort i els seus metges creien que estava embarassada. El Parlament va aprovar una llei que feia Felip regent en cas de la mort de Maria en el part.
El matrimoni va ser impopular entre els anglesos; Gardiner i els seus aliats s'hi van oposar per patriotisme, mentre que els protestants estaven motivats per la por al catolicisme. Quan Maria va insistir a casar-se amb Felip, van esclatar les insurreccions. Thomas Wyatt el Jove va dirigir una força de Kent per deposar Maria a favor d'Elisabet, com a part d'una conspiració més àmplia ara coneguda com la Revolta de Thomas Wyatt, que també implicava el duc de Suffolk, el pare de Lady Jane. Maria va declarar públicament que convocaria el Parlament per discutir el matrimoni i si el Parlament decidia que el matrimoni no era en benefici del regne, s'abstindria de perseguir-lo. En arribar a Londres, Wyatt va ser derrotat i capturat. Wyatt, el duc de Suffolk, Lady Jane i el seu marit Guildford Dudley van ser executats. Courtenay, que estava implicat en la trama, va ser empresonat i després exiliat. Elizabeth, tot i que va protestar per la seva innocència en l'afer Wyatt, va ser empresonada a la Torre de Londres durant dos mesos, després va ser arrestada a domicili al Palau de Woodstock. Felip va actuar d'acord amb el contracte matrimonial, exercint una notòria influència en el govern del regne, ordenant l'alliberament de nobles i cavallers presos a la Torre de Londres per haver participat en rebel·lions anteriors contra la reina Maria, i actuant de forma vital per a la reintegració de Anglaterra a l'Església catòlica, trobant-se amb forta resistència per part dels cortesans i els parlamentaris anglesos, i fins i tot va haver un intent d'assassinat avortat el març de 1555 a la Ciutat de Westminster. L'última setmana d'abril de 1555, Elisabet va ser alliberada de l'arrest domiciliari. Maria va continuar mostrant signes d'embaràs fins al juliol de 1555, quan el seu abdomen va retrocedir i a l'agost, poc després de la desgràcia del fals embaràs, que Maria considerava "el càstig de Déu" per haver "tolerat heretges" al seu regne. Durant una part important del seu regnat Felip va estar absent d'Anglaterra, especialment a partir de 1556, quan el seu pare va abdicar a favor seu les Corones d'Espanya, Sicília i Sardenya i va comandar els seus exèrcits contra França a Flandes. El 17 de novembre de 1558, trobant-se als Països Baixos, la reina Maria I Tudor va morir sense haver tingut descendència. La seva germana va ascendir al tron com Isabel I d'Anglaterra.
Després de deixar de ser rei, Felip va lluitar contra la corona anglesa per motius religiosos, pel suport que aquesta oferia als rebels flamencs i pels problemes que suposaven els corsaris anglesos a la zona del Carib, els quals robaven les mercaderies americanes de les naus castellanes. La guerra va començar el 1585 amb la fracassada expedició militar d'Anglaterra als Països Baixos, sota les ordres del comte de Leicester en suport de la resistència dels Estats Generals al domini Habsburg.
L'execució el 1587 de la reina catòlica Maria I d'Escòcia, va decidir Felip a enviar la una expedició contra les tropes angleses però l'Expedició de Drake de 1587 va cremar desenes de vaixells a Cadis retrassant els preparatius, i l'Armada Invencible va salpar el 1588. Tot i el fracàs de la missió espanyola, els anglesos van perdre la iniciativa amb el retorna Anglaterra el 1588 de Leicester a causa de les seves diferències amb els líders holandesos i el rebuig de l'Armada anglesa el 1589, davant de la Corunya i Lisboa. Dues armades espanyoles posteriors van ser enviades, però van veure els seus objectius frustrats a causa del temps advers. El fracàs espanyol va possibilitar una major llibertat del comerç anglès i neerlandès, i un nombre més gran d'atac als ports castellans, com el de Cadis, que fou incendiat per la flota anglesa el 1596, i significà el començament d'Anglaterra com a potència marítima.

### Relacions amb França
La primera preocupació de Felip II fou la guerra contra Enric II de França, el qual donava suport als rebels flamencs, negociant una treva inestable amb els francesos el febrer de 1556. El mes següent, l'ambaixador francès a Anglaterra, Antoine de Noailles, es va veure implicat en la conspiració de Dudley contra Maria quan Sir Henry Dudley va intentar reunir una força d'invasió a França. Felip va tornar a Anglaterra de març a juliol de 1557 per persuadir a Maria de donar suport a Espanya en la guerra contra França. Maria estava a favor de la declaració de la guerra, que es va declarar el juny de 1557 després que el nebot de Reginald Pole, Thomas Stafford, va envair Anglaterra i es va apoderar del castell de Scarborough amb ajuda francesa, en un intent fallit de deposar Maria. Com a conseqüència de la guerra, les relacions entre Anglaterra i el papat es van tensar, ja que Pau IV es va aliar amb Enric II de França. A l'agost, les forces angleses van vèncer en la Batalla de Sant Quintí però el gener de 1558 els francesos van prendre Calais, l'única possessió anglesa que quedava al continent.

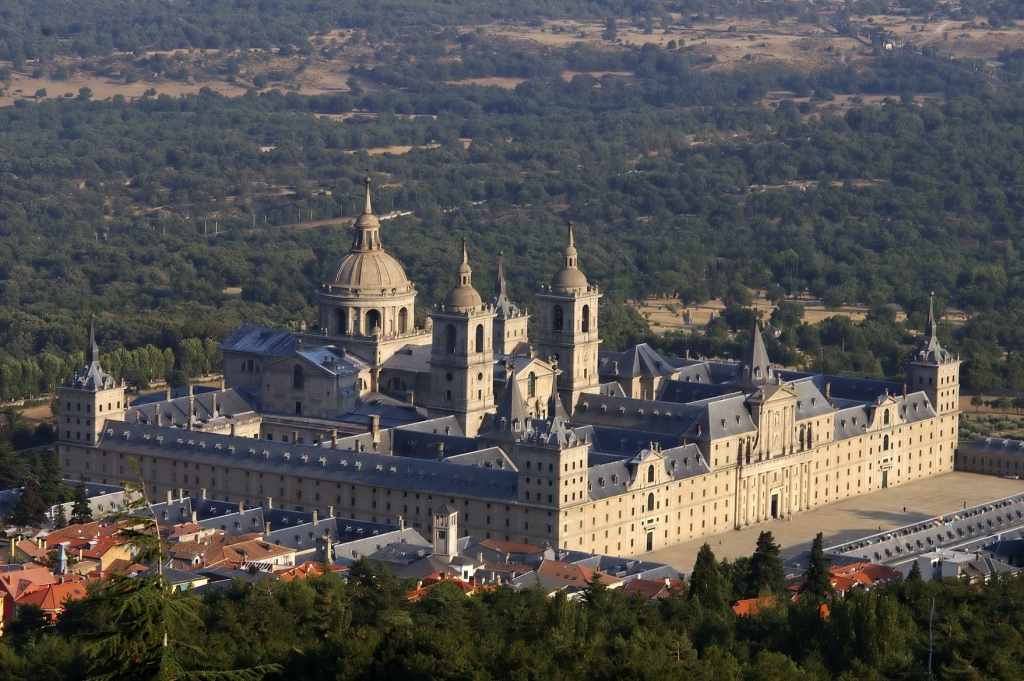
El monestir de l'Escorial

Les tropes aliades tornaren a vèncer a les franceses a la batalla de Gravelines, forçant a França a firmar la Pau de Cateau-Cambrésis el 1559 per la que França reconegué la supremacia hispànica, els interessos hispans a Itàlia es veieren afavorits i es va pactar el seu matrimoni amb Isabel de Valois. Així mateix donà suport a la reina vídua Caterina de Mèdici en la seva lluita contra els hugonots durant les guerres de religió. Per commemorar la victòria a Sant Quintí victòria Felip II feu construir el Monestir de l'Escorial.
La mort d'Enric III de França sense successor, va fer que Felip II proposés la seva filla Isabel Clara Eugènia, neta d'Enric II, com a candidata al tron, però els Estats Generals francesos de 1593 no l'acceptaren i reconegueren, en canvi, Enric III de Navarra. A finals de 1594, alguns membres de la Santa Lliga de París encara treballaven contra Enric IV de França a tot el país, però tots confiaven en el suport d'Espanya. El gener de 1595, el rei va declarar la guerra a Espanya per mostrar als catòlics que Espanya utilitzava la religió com a cobertura per a un atac a l'estat francès i per demostrar als protestants que la seva conversió no l'havia convertit en un titella d'Espanya. A més, esperava reconquerir grans parts del nord de França de les forces catòliques franco-espanyoles. La seva victòria en la batalla de Fontaine-Française, a Borgonya, el 5 de juny de 1595 sobre els últims lliguistes, capitanejats per Carles de Guisa va posar final a la Lliga. Una nova fallida econòmica el 1596 obligà Felip a signar la Pau de Vervins amb França el 1598.

### Conflictes amb l'Imperi turc
Va continuar les lluites contra els turcs a la Mediterrània oriental mitjançant la seva participació en la Lliga Santa (1571), formada pels regents hispans, la Venècia i el papat. Així els va infligir la severa derrota del 7 d'octubre de 1571 a la batalla de Lepant, gràcies a la direcció de la força naval de Joan d'Habsburg i Blomberg. L'aliança de les flotes veneciana, papal i espanyola no va aconseguir recuperar Xipre, en part perquè tot i que Espanya veia un potencial aliat mediterrani en Venècia, no estava disposada a sostenir amb tropes espanyoles una nova expansió colonial veneciana. Després de la victòria els espanyols van prendre als otomans Tunis i Bizerta, però la contraofensiva turca va aconseguir recuperar Tunis i La Goleta, plaça fortament defensada el 1574 de manera que tot el Magreb central i oriental estava en mans otomanes.

## Problema ambDon Carlos
El primogènit, l'infant Carles, fou educat a la universitat però la seva dèbil salut comportà que Felip II hagués de casar-se successivament per aconseguir augmentar la seva descendència. Carles durant la seva estada als Països Baixos va conspirar, al costat dels flamencs, contra el seu pare. Fou detingut, processat i reclòs a les seves estances, va morir el 1568.